# Норман Мейлер
Но́рман Ме́йлер (англ. Norman Mailer; *31 січня 1923 — †10 листопада 2007) — американський письменник, журналіст, драматург, сценарист та кінорежисер. Ім'я при народженні — Норман Кінслі (англ. Norman Kingsley).

## Біографія
Норман Мейлер народився 31 січня 1923 року в Лонг-Бранчі, штат Нью-Джерсі. У 1939 році поступив до Гарвардського університету де вчився на авіаційного інженера. По закінченню, в 1944 році він призваний на службу в армії. У армії Мейлер служив на Філіппінах і в Японії.
За 15 місяців Мейлер написав свою першу книгу — «Голі і мертві» (англ. The Naked and the Dead). Вона вважається одним з найкращих творів про Другу світову війну.
З публікацією книги у 1948 році до Мейлера прийшла популярність.
Дві книги написані на початку 1950-х не були популярні і Мейлер зловживав алкоголем і наркотиками. У 1955 став співзасновником нью-йоркської газети «Голос Селища» (англ. The Village Voice).
У 1968 р. за книгу «Армії в ночі» Мейлер отримав Пулітцерівську премію. У 1970-і роки Мейлер написав кілька документальних книг. Книга «Пісня ката» про справу Гері Гілмора знову зробила його лауреатом Пулітцерівської премії. У 1984—1986 роках Мейлер був головою американського ПЕН-центру
Норман Мейлер був одружений шість разів.
За місяць до смерті Норман Мейлер переніс операцію на легенях. Останнім часом він жив в Брукліні, Нью-Йорк.